# Jörg Dechert
Jörg Dechert (* 1971) ist ein deutscher Physiker, Medienschaffender, Organisationsentwickler, Blogger, Podcaster und Redner zu christlichen Themen. Von 2014 bis 2024 war er Vorstandsvorsitzender von ERF Medien.

## Leben
Dechert studierte Physik an der Justus-Liebig-Universität Gießen. Er wurde mit einer Arbeit zu hochauflösender Raster-SQUID-Mikroskopie promoviert.
Von 1997 bis 2007 war er der Projektleiter der Christlichen InterNet-Arbeitsgemeinschaft (CINA) in Wetzlar, danach von August 2007 bis Mai 2012 der Leiter des unterdessen zu ERF Medien gehörenden Arbeitsbereiches. Ab Mai 2012 war er als Bereichsleiter verantwortlich für die Inhalte bei ERF Medien, die strategische Entwicklung und die crossmediale Verknüpfung der Inhalte in Radio, Fernsehen und Internet. Als Nachfolger von Jürgen Werth wurde Jörg Dechert im Oktober 2014 zum Vorstandsvorsitzenden von ERF Medien bestellt. Im Januar 2024 wurde bekannt, dass er für keine dritte Amtszeit mehr zur Verfügung stehen und im September 2024 aus dem Werk ausscheiden wird. Von 2017 bis 2022 gehörte er dem Geschäftsführenden Vorstand der Evangelischen Allianz in Deutschland an.
Dechert ist Mitglied im Konvent der Evangelischen Allianz in Deutschland, Mitglied der Christlichen Medieninitiative pro e.V., im Leiterkreis des Medienkongresses moveo, im Leitungskreis von GottDigital e.V. und war bis 2014 Mitglied in der Gemeindeleitung einer Freien evangelischen Gemeinde (FeG) in Wetzlar.
Seit 2022 initiierte er zudem zwei Podcasts. Er ist gemeinsam mit Uwe Heimowski als Co-Host des Podcasts Wegfinder – Jesus folgen in einer komplexen Welt von ERF Medien zu hören. Die Echtzeit wurde bis Ende Juni 2024 sonntags als Video auf YouTube und in der ERF-Mediathek sowie als Audio-Podcast veröffentlicht und bot „zehn Minuten Zuversicht“ anhand eines Bibelverses.
Im September 2024 kündigte er an, ab 2025 mit einer gemeinnützigen GmbH, die bei der ERF-Stiftung angesiedelt ist, unter der Marke Sinnkubator (Eigenschreibweise: sinnkubator) als Unternehmensberater für die Gründung christlich orientierter Startups tätig zu werden. Er erklärte, er werde versuchen, „mutige Menschen mit glaubwürdigen Ideen zu fördern, die geistliche Leidenschaft und unternehmerisches Denken miteinander verbinden.“ Seine Nachfolgerin als Vorstandsvorsitzende bei ERF Medien ist seit Januar 2025 Susanne Thyroff.

## Schriften
- Hochauflösende Raster-SQUID-Mikroskopie. (Diss.), Gießen, Univ., Diss., 1999.
- Als Herausgeber: Nikodemus.Net: 33 Fragen und Antworten rund um's Christsein, Oncken-Verlag, Wuppertal, Kassel 2002, ISBN 3-7893-8039-3
- Mit Joachim Bär, Stefan Loß: Das Jesus Experiment: Rausfinden, was dran ist, ERF-Verlag, Witten 2010, ISBN 978-3-86666-171-4